# Parkān-e Āl-e Mūsá
Parkān-e Āl-e Mūsá (persiska: پركان آل موسى) är en ort i Iran.   Den ligger i provinsen Hormozgan, i den södra delen av landet, 1 000 km söder om huvudstaden Teheran. Parkān-e Āl-e Mūsá ligger 420 meter över havet och antalet invånare är 120.
Terrängen runt Parkān-e Āl-e Mūsá är varierad. Runt Parkān-e Āl-e Mūsá är det glesbefolkat, med 11 invånare per kvadratkilometer. Det finns inga andra samhällen i närheten. Trakten runt Parkān-e Āl-e Mūsá är ofruktbar med lite eller ingen växtlighet.